# سیارک ۴۰۶۲
سیارک ۴۰۶۲ (به انگلیسی: 4062 Schiaparelli، نامگذاری:1989BF) چهار هزار و شصت و دومین سیارک کشف شده‌است که در ۲۸ ژانویه ۱۹۸۹ کشف شد.
قدر مطلق سیارک برابر ۱۳٫۸۰ است.